# Carlos de Provenza
Carlos de Provenza  (c. 840 - 25 de enero de 863) fue un noble francés, rey de Provenza y de Borgoña Cisjurana desde 855 hasta su muerte, prematura, en 863.
Carlos fue el hijo menor de Ermengarda de Tours y Lotario I, emperador carolingio, que repartió sus dominios de la Francia Media o Lotaringia entre sus tres hijos: el primogénito, Luis, recibió Italia y el título imperial; Lotario II heredó Lotaringia (la moderna Lorena, Bélgica, los Países Bajos y Luxemburgo) y el menor, Carlos, que recibió la Alta y Baja Borgoña (Arlés y Provenza).
En el año 860, Carlos de Provenza derrotó a su tío, Carlos el Calvo, que había tratado de conquistar su reino.
A su muerte heredó su reino su hermano Luis. 
| Títulos Reales Carolingios                          |                         |                                                                  |
| Predecesor: Título creado parte de la Francia Media | Rey de Provenza 855-863 | Sucesor: Territorio dividido entre Luis II el Joven y Lotario II |

- Datos: Q333802
- Multimedia: Charles of Provence / Q333802